# Ben Hur (powieść)
Ben Hur (ang. Ben Hur, a Tale of the Christ) – powieść historyczna amerykańskiego pisarza Lewisa Wallace’a z 1880 roku. 
Po polsku wydana po raz pierwszy w 1889, w przekładzie Zofii Grabowskiej pt. Ben-Hur. Opowieść z czasów Chrystusa, następnie w tłumaczeniu Antoniego Stefańskiego (Opowiadanie historyczne z czasów Jezusa Chrystusa, Mikołów 1901) i w późniejszych innych (m.in. A. Majtkowskiego – Ben Hur, czyli Dni Mesjasza).

## Treść
Fabuła opowiada o losach żydowskiego arystokraty, młodego Judy Ben Hura, fałszywie oskarżonego przez Rzymianina Messalę, przyjaciela z lat dziecinnych, o zamach na życie rzymskiego gubernatora Waleriusza Gratusa. Niesprawiedliwie oskarżony Ben Hur zostaje dożywotnio skazany na los galernika, lecz podczas bitwy morskiej ze śródziemnomorskimi piratami przypadkowo ocala dowódcę rzymskiej floty, Kwintusa Arriusa. W nagrodę zostaje przez niego wyzwolony i adoptowany. Po otrzymaniu godnego Rzymianina wykształcenia Ben Hur powraca do ziemi rodzinnej dla dokonania zemsty na zdradzieckim Messali. W swych przeżyciach przygodnie spotyka na swej drodze anonimowego Jezusa Chrystusa, którego osobowość wywiera na nim przemożne wrażenie.

## Ekranizacje
Powieść wielokrotnie ekranizowano. Dwie pierwsze jej ekranizacje powstały w roku 1907 i 1925 jako filmy nieme. Kolejna, już udźwiękowiona, nakręcona z rozmachem i wielokrotnie nagrodzona fabularna wersja Williama Wylera z roku 1959, stała się jednym z klasycznych przykładów historycznego filmu kostiumowego w gatunku peplum. 
Znacznie później, w roku 2003 na jej podstawie powstał również film animowany, w 2010 miniserial, a w 2016 nakręcono kolejną wersję fabularną.